# São João da Fronteira
São João da Fronteira là một đô thị thuộc bang Piauí, Brasil. Đô thị này có diện tích 764,742 km², dân số năm 2007 là 5000 người, mật độ 6,54 người/km².